# Brandon Saad
Brandon Saad (* 27. října 1992 Pittsburgh, Pensylvánie) je americký hokejový útočník hrající v týmu St. Louis Blues vseveroamerické lize (NHL). Jako hráč Chicaga Blackhawks získal 2x Stanley Cup, a to v letech 2013 a 2015. Po zisku druhého Stanley Cupu odehrál 2 sezony v týmu Columbus Blue Jackets a pak se vrátil do Chicaga. Pochází ze syrské křesťanské rodiny (matka je ale Američanka).

## Hráčská kariéra

### Amatérská a juniorská kariéra
S hokejem začal v rodném Pittsburghu a v dorosteneckém věku hrál za klub Pittsburgh Hornets. V draftu OHL 2008 si na něj zamluvil práva v 1. kole tým ze Saginaw. Saad ovšem do OHL neodešel a další rok hrál v NAHL v týmu Mahoning Valley, kde nasbíral 47 bodů ve stejném počtu utkání. Byl vyhlášen nováčkem roku NAHL a dále byl zařazen do 1. All-Star týmu NAHL a do All-Star týmu nováčků NAHL. V sezoně 2009–2010 sezonu nastoupil do národního rozvojového programu americké reprezentace, kde patřil mezi nejlepší hráče. Ve své první a jedné sezoně byl nejproduktivnějším hráčem a nejlepším střelcem programu.
Nakonec se rozhodl přece jen do OHL vstoupit a v nováčkovské sezoně 2010–2011 se mu nedařilo špatně. V základní části byl 2. nejlepším střelcem týmu a celkem nasbíral 55 bodů (27+28) v 59 utkáních. Také se předvedl na CHL Top Prospect Game (představení nejlepších nadějí z CHL pro nadcházející draft) v týmu Bobbyho Orra. V playoff pak byl 3. nejproduktivnější hráč svého týmu s 12 body (3+9) ve 12 utkáních.
V sezoně 2011–2012 si nejprve vybojoval v přípravném kempu místo v NHL, ale po 2 utkáních byl poslán zpět do juniorů. Po návratu z NHL se hned zařadil mezi lídry Saginaw a nejlepší hráče OHL. Měl nejlepší průměr bodů na zápas v OHL (1,73). Sice odehrál pouze 44 utkání základní části, ale celkem nasbíral 76 bodů (34+42). Během sezony byl zvolen kapitánem týmu po výměně toho dosavadního. V playoff byl ve 12 utkáních nejproduktivnějším hráčem Saginaw se 17 body a nejlepším střelcem s 8 góly. Byl zvolen do 1. All-Star týmu OHL a získal cenu Williama Hanleyho pro nejslušnějšího hráče ligy.

### Profesionální kariéra
Blackhawks si ho vybrali v draftu 2011 ve 2. kole, celkově jako 43. hráče. Následně se zúčastnil kempu nadějí Blackhawks, kde poprvé předvedl své kvality. V září předvedl kvalitní výkony i v přípravném kempu, kde dostal šanci předvést v 6 utkáních, ve kterých získal 3 body (1+2). Vedení Blackhawks přesvědčil natolik, že s ním 4. října 2011 podepsali nováčkovskou 3letou smlouvu a pro úvod sezony zůstal v hlavním týmu. Po 2. utkání byl ovšem odeslán zpět do OHL. Po vypadnutí Saginaw z playoff OHL byl opět povolán do Chicaga a odehrál 2 poslední utkání série proti Phoenixu, ve kterých si připsal první asistenci v NHL. Chicago ovšem podruhé za sebou vypadlo v 1. kole.
Kvůli výluce v NHL začal sezonu 2012–2013 v Rockfordu, kde ve 31 zápasech nasbíral 20 bodů (8+12). Po začátku zkrácené sezony se usadil v sestavě Blackhawks a rovnou zakotvil v 1. řadě. V 46 zápasech nasbíral 27 bodů (10+17) a byl 4. nejproduktivnější hráč Blackhawks. Byl nejlepší mezi nováčky NHL v +/- statistice s +17 body, v bodech byl mezi nováčky NHL 5. a v asistencích 3. Byl vybrán mezi 3 finalisty pro Calder Memorial Trophy pro nejlepšího nováčka NHL, ale cenu nakonec nezískal, nicméně byl zařazen do All-Star týmu nováčků NHL. V playoff se mu již tolik nedařilo, když nasbíral v 23 zápasech 6 bodů (1+5), ale i tak se mohl radovat ze svého prvního Stanley Cupu.
V sezoně 2013–2014 odehrál 78 zápasů v nichž nasbíral 47 bodů (19+28) a byl 6. nejproduktivnějším hráčem Blackhawks. V playoff přidal 16 bodů (6+10) v 19 zápasech a byl 3. nejproduktivnějším hráčem Blackhawks.
V sezoně 2014–2015 poprvé v kariéře odehrál všechna utkání základní části. Byl 3. nejlepším střelcem Blackhawks (23 branek) a 4. nejproduktivnějším hráčem týmu (52 bodů). Potvrdil, že je málo vylučovaným hráčem, když nasbíral jen 12 trestných minut. V playoff pak byl s 8 góly 3. nejlepším střelcem Blackhawks (2 byly vítězné) a mohl se radovat ze svého druhého Stanley Cupu.
Jelikož mu končila nováčkovská smlouva a jednání o nové smlouvě nesměřovala k dohodě, Blackhawks ho 30. června 2015 vyměnili do Columbusu společně s obráncem Michaelem Paliottou a útočníkem Alexem Broadhurstem za útočníky Artema Anisimova, Marka Daňa, Coreyho Troppa, Jeremyho Morina a volbu ve 4. kole draftu 2016. V novém působišti podepsal 3. července 2015 novou smlouvu na 6 let s celkovým příjmem 30 milionů dolarů. V první sezoně v novém klubu se mu dařilo, když si vylepši svá osobní maxima v gólech (31) a bodech (53). Byl nejlepším střelcem klubu a dělil se o první místo v klubové produktivitě. V lednu byl poprvé vybrán do NHL All-Star Game.
V sezoně 2016–2017 odehrál všech 82 zápasů a vyrovnal své bodové maximum (24+29). Byl 3. nejlepší střelec a 3. nejproduktivnější hráč Blue Jackets. Zaznamenal při tom pouhých 8 TM. Columbus do playoff tentokrát postoupil, ale vypadl v prvním kole s Pittsburghem. Saad si připsal 3 body v 5 utkáních. Den před draftem, 23. června 2017, byl vyměněn zpět do Chicaga společně s brankářem Antonem Forsbergem a 5. kolem draftu 2018 za útočníky Artemie Panarina, Tylera Motteho a 6. kolo draftu 2017.
V prvním utkání po návratu vstřelil Pittsburghu při výhře 10:1 vstřelil hattrick (1. v dresu Blackhawks), ale ve zbytku sezony 2017-2018 příliš produktivní nebyl a připsal si pouze 35 bodů (18+17), nejméně v kariéře s výjimkou sezony zkrácené výlukou. Byl nejlepší v týmu s 8 vítěznými góly a dělil se o 4. místo v NHL.

## Reprezentační kariéra
Na Mistrovství světa hráčů do 18 let v roce 2010 v Bělorusku pomohl Spojeným státům ke zisku zlatých medailí. Pro rok 2011 byl v nominaci pro Mistrovství světa juniorů, ale těsně před startem šampionátu byl z týmu vyřazen. O rok později se do juniorské reprezentace pro MSJ 2012 prosadil, ale Spojeným státům se turnaj příliš nevydařil a skončili až 7.
Dne 27. května 2016 jej kanadský trenér Todd McLellan zařadil v dodatečné nominaci na svou soupisku Výběru severoamerických hráčů do 23 let pro Světový pohár v ledním hokeji 2016 v Torontu. S týmem obsadil konečné 5. místo, když nedokázali postoupit ze skupiny. Na turnaji nezaznamenal ve třech odehraných utkáních jediný bod.

## Statistiky

### Klubové statistiky
| Sezona      | Klub                                 | Soutěž      | Základní část | Základní část | Základní část | Základní část | Základní část | Play off | Play off | Play off | Play off | Play off |
| Sezona      | Klub                                 | Soutěž      | Z             | G             | A             | B             | TM            | Z        | G        | A        | B        | TM       |
| ----------- | ------------------------------------ | ----------- | ------------- | ------------- | ------------- | ------------- | ------------- | -------- | -------- | -------- | -------- | -------- |
| 2008–09     | Mahoning Valley Phantoms             | NAHL        | 47            | 29            | 18            | 47            | 48            | —        | —        | —        | —        | —        |
| 2009–10     | U.S. National Development Team (U18) | USHL        | 24            | 12            | 14            | 26            | 18            | —        | —        | —        | —        | —        |
| 2010–11     | Saginaw Spirit                       | OHL         | 59            | 27            | 28            | 55            | 47            | 12       | 3        | 9        | 12       | 10       |
| 2011–12     | Saginaw Spirit                       | OHL         | 44            | 34            | 42            | 76            | 38            | 12       | 8        | 9        | 17       | 4        |
| 2011–12     | Chicago Blackhawks                   | NHL         | 2             | 0             | 0             | 0             | 0             | 2        | 0        | 1        | 1        | 0        |
| 2012–13     | Rockford IceHogs                     | AHL         | 31            | 8             | 12            | 20            | 10            | —        | —        | —        | —        | —        |
| 2012–13     | Chicago Blackhawks                   | NHL         | 46            | 10            | 17            | 27            | 12            | 23       | 1        | 5        | 6        | 4        |
| 2013–14     | Chicago Blackhawks                   | NHL         | 78            | 19            | 28            | 47            | 20            | 19       | 6        | 10       | 16       | 6        |
| 2014–15     | Chicago Blackhawks                   | NHL         | 82            | 23            | 29            | 52            | 12            | 23       | 8        | 3        | 11       | 6        |
| 2015–16     | Columbus Blue Jackets                | NHL         | 78            | 31            | 22            | 53            | 14            | —        | —        | —        | —        | —        |
| 2016–17     | Columbus Blue Jackets                | NHL         | 82            | 24            | 29            | 53            | 8             | 5        | 1        | 2        | 3        | 0        |
| 2017–18     | Chicago Blackhawks                   | NHL         | 82            | 18            | 17            | 35            | 14            | —        | —        | —        | —        | —        |
| 2018–19     | Chicago Blackhawks                   | NHL         | 80            | 23            | 24            | 47            | 12            | —        | —        | —        | —        | —        |
| 2019–20     | Chicago Blackhawks                   | NHL         | 58            | 21            | 12            | 33            | 16            | 9        | 2        | 3        | 5        | 2        |
| 2020–21     | Colorado Avalanche                   | NHL         | 44            | 15            | 9             | 24            | 12            | 10       | 7        | 1        | 8        | 12       |
| 2021–22     | St. Louis Blues                      | NHL         | 78            | 24            | 25            | 49            | 10            | 12       | 2        | 3        | 5        | 4        |
| 2022–23     | St. Louis Blues                      | NHL         | 71            | 19            | 18            | 37            | 12            | —        | —        | —        | —        | —        |
| 2023–24     | St. Louis Blues                      | NHL         | 82            | 26            | 16            | 42            | 20            | —        | —        | —        | —        | —        |
| NHL celkově | NHL celkově                          | NHL celkově | 863           | 253           | 246           | 499           | 162           | 103      | 27       | 28       | 55       | 34       |

### Reprezentační statistiky
| 2010            | USA                   | MS18            | 7  | 3 | 3 | 6  | 4 |
| 2012            | ISA                   | MSJ             | 6  | 1 | 5 | 6  | 0 |
| 2016            | Výběr Severní Ameriky | SP              | 3  | 0 | 0 | 0  | 2 |
| Junioři celkově | Junioři celkově       | Junioři celkově | 13 | 4 | 8 | 12 | 4 |
| Senioři celkově | Senioři celkově       | Senioři celkově | 3  | 0 | 0 | 0  | 2 |